# Need for Speed: Carbon Own The City
Need for Speed: Carbon Own The City — відеогра, розроблена компанією EA Canada спільно з Team Fusion і випущена Electronic Arts 31 жовтня 2006; відгалуження від основної гри Need for Speed: Carbon 2006 року, випущене для портативних ігрових консолей PlayStation Portable, Nintendo DS і Game Boy Advance. У 2009 році гра була перевидана для бразильської ігрової приставки Zeebo.

## Сюжет
За сюжетом, одна з автогонок трагічно закінчується для перспективного гонщика, який і є головним героєм. Він опиняється на півроку прикутим до лікарняного ліжка, а його брат Мік гине. Через шість місяців головний герой вирушає на пошуки винуватця аварії. Йому готові допомагати старий приятель Картер і подруга Міка, Сара.
Дія гри розгортається у вигаданому місті Coast City (укр. Прибережне місто), що своєю системою доріг на GPS-карті нагадує Rockport City з Need for Speed: Most Wanted (на PSP).

## Ігровий процес
На відміну від версії для PC, в грі немає функції уповільнення часу. Також не можна прибрати розмиття при русі, але воно відбувається тоді, коли гравець використовує закис азоту.

## Автомобілі
У Need For Speed: Carbon Own The City присутні 26 ліцензованих авто:
1. Mazdaspeed3
2. Nissan 240SX
3. Mitsubishi Eclipse GT
4. Mitsubishi Lancer Evolution IX
5. VW Golf GTI
6. Toyota MR2
7. Toyota Supra
8. Mazda RX-8
9. Mazda RX-7
10. Chrysler 300C SRT 8
11. Pontiac GTO
12. Lotus Elise 111R
13. Ford Mustang GT
14. 1999 Nissan Skyline GTR
15. Nissan 350Z
16. Subaru Impreza WRX STI
17. Aston Martin DB9
18. Porshe 911 Carrera S
19. Porshe Carrera GT
20. Mercedes-Benz SL65 AMG
21. Chevy Corvette Z06
22. Ford GT
23. Lamborghini Gallardo
24. Lamborghini Murcielago

В версії для PlayStation Portable:
1. Chevy Cobalt SS
2. Poltiac Solstice
3. Pontiac Firebird
4. 1967 Ford Mustang
5. Audi 3.2 TT Quattro